# Setchellanthus caeruleus
Setchellanthus caeruleus je druh mexické endemické rostliny, jednodruhového rodu Setchellanthus z monotypické čeledi Setchellanthaceae.

## Výskyt
Xerofytní rostlinu Setchellanthus lze nejspíše nalézt na suchých vápencových svazích ve vyprahlých oblastech centrálního Mexika, ve spolkových státech Coahuila a Durango a hlavně v Tehuacanském údolí ve státech Oaxaca a Puebla, které leží v dešťovém stínu okolních pohoří a je patrně nejsušším regionem Mexika.

## Popis
Je to suchomilný keř s tuhými stonky, celý je porostlý jednobuněčnými chlupy, starší stonky mají zkorkovatělou kůru. Bývá vysoký od 0,3 do 1,2 m. Má poměrně malé střídavé listy, 7 až 21 mm dlouhé a 5 až 11 mm široké, které vyrůstají jednotlivě na stoncích ve spirále nebo na brachyblastech ve shlucích od 2 do 5. Jsou krátce řapíkaté až přisedlé. Jejich ploché, jednoduché, celokrajné, kožovité až dužnaté čepele jsou vejčité až široce podlouhlé kopinaté, na bázi zaoblené, vrchol mají ostrý, tupý nebo zakulacený, žilkování mají zpeřené.
Oboupohlavné květy bez listenů na stopkách 3 až 5 mm dlouhých vyrůstají solitérně na koncích krátkých větviček, vydávají štiplavou vůni. Jsou středně velké, na rostlině jsou výrazné, mají 4 až 5 cm v průměru, se zřetelným kalichem i korunou. Vytrvalý srostlý kalich má 5 až 7 kališních lístků dlouhých 1 až 1,5 cm uspořádaných v přeslenu. Koruna je také vytvořena 5 až 7 (nejčastěji 6) volnými, oválným, mírně nerovnými korunními lístky se zašpičatělými konci. Jsou dlouhé 1,5 až 2,5 cm, seřazené jsou do kruhu a barvu mají levandulově modrou až lila. Plodných tyčinek bývá v květu 40 až 76 a bývají ve svazečcích; jsou to tyčinky pomnožené, z jedné vznikl celý svazeček (5 až 7 ks), jsou spojené na bázi nitek dlouhých 1 cm. Synkarpní gyneceum je tvořeno 3 plodolisty, třípouzdrý semeník je horní, krátké čnělky i blizny jsou tři, pyl je trikolpátní. Placentace je nákoutní, v jednom dílu semeníku je 10 až 14 vajíček.
Plody jsou pukající, chlupaté, chlopňové tobolky nebo šešule se třemi rýhami. Jsou dlouhé 1 cm a tlusté 4 mm, obsahují okolo 6 okřídlených semen hnědé barvy. Semena mají vrásčitá osemení, obsahují glykosidy a jsou bez endospermu.

## Využití
O využívání rostlin z rodu Setchellanthus není nic známo.

## Taxonomie
Rod Setchellanthus býval v různých taxonomických systémech většinou zařazován do čeledě kaparovitých nebo cistovitých, až APG III, rozhodující na bázi kladistiky, rozeznal jeho výlučnost a vytvořil pro něj samostatnou čeleď.